# Dominique Baratelli

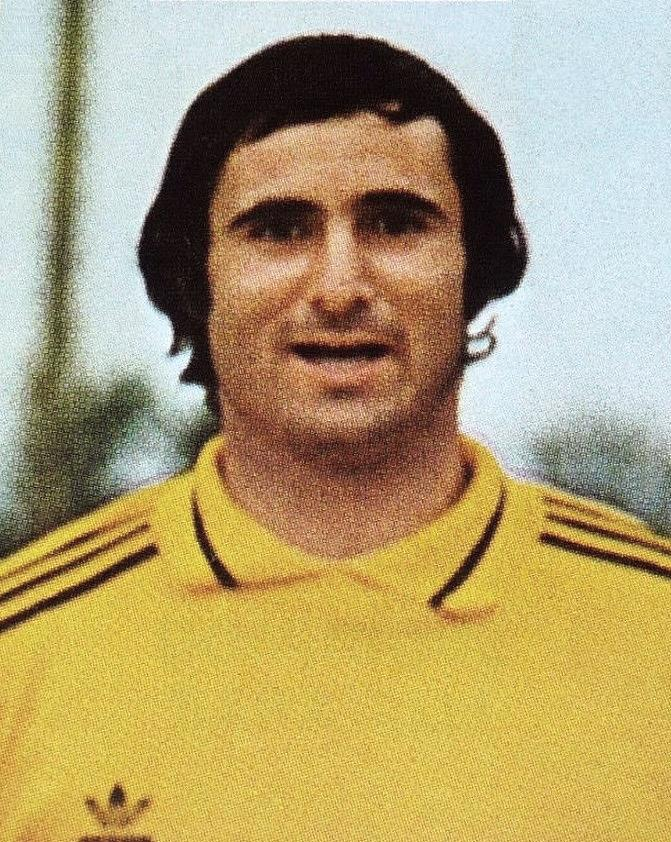
Dominique Baratelli (1975)

Dominique Baratelli (* 26. Dezember 1947 in Nizza) ist ein ehemaliger französischer Fußballspieler.

## Vereinskarriere
Der 1,77 m große Torwart begann seine Karriere bei Cavigal Nice und spielte dann von 1967 bis 1971 bei AC Ajaccio. Seine nächste Station war OGC Nizza, für den er von 1971 bis 1978 spielte, bevor er zu Paris Saint-Germain wechselte, wo er 1985 seine Karriere beendete. Mit Paris Saint-Germain konnte er 1982 und 1983 auch zwei französische Pokalsiege erringen. 1976 wurde er mit der Étoile d’Or ausgezeichnet.
Baratelli hat es auf insgesamt 593 Einsätze in der höchsten französischen Spielklasse gebracht und dabei auch zwei Tore erzielt. Damit ist er bis heute (April 2025) der Spieler mit den viertmeisten Einsätzen in der Liga.

## Nationalspieler
Obwohl er für einen Torwart relativ klein war, kam er zwischen Juni 1972 und April 1982 auf immerhin 21 Länderspiele für Frankreich (davon 19 in seiner Zeit bei Nizza, 2 bei Paris). Bei weiteren 25 Länderspielen fungierte er als Ersatztorwart, darunter auch bei der Weltmeisterschaft 1978 (eingewechselt beim 1:2 im Vorrundenspiel gegen Argentinien für Jean-Paul Bertrand-Demanes) und der Weltmeisterschaft 1982.
Nach Karriereende zog es ihn in seine südfranzösische Heimat zurück, wo er eine Zeit lang die US Cagnes-sur-Mer trainierte und eine Anstellung als Sporterzieher fand.